# 雲林縣土庫鎮越港國民小學
雲林縣土庫鎮越港國民小學（簡稱越港國小）是臺灣雲林縣土庫鎮的公立國民小學，於2021年8月自雲林縣土庫鎮土庫國民小學獨立設校。該校為雲林縣首間設有「智慧教育中心」的國民小學，主推資訊科技課程。雲林縣輔導諮商中心、特教資源中心、第二教師研習中心亦設於越港國小。

## 校史
1998年，臺灣省政府教育廳考量雲林縣土庫鎮土庫國民小學（下簡稱土庫國小）學區過於遼闊，為了方便偏遠地區學童就學，規劃在土庫鎮「文小二」學校預定地設立雲林縣土庫鎮土庫國民小學越港分校，核定第一期興建工程經費新臺幣6,200萬元，預定當年年底前動工，即為越港國民小學之前身。由於土庫國小本校校區僅1.6公頃，此分校校區有2.6公頃，乃有遷校之議，但自2001年3月校舍完工後，爭議延宕至2003年，方決定不遷校，仍設「越港分校」，自2003年9月起開始招生，此即越港國民小學之前身。
2021年7月8日，雲林縣政府以「府教國一字第1102431992號」函通告，於當年8月1日將越港分校改制為雲林縣土庫鎮越港國民小學，並在該校校址設智慧教育中心，推展雲林縣的資訊科技課程。原雲林縣古坑鄉水碓國民小學校長喬祺擔任越港國小首任校長。

## 學校組織
根據2021年7月的統計資料，時為土庫國小越港分校的越港國小共有80名學生，設有一至六年級共六班。
越港國小除校長外，置教導、總務主任各1人。智慧教育中心部分置執行祕書1人及2位組長。
該校雖以設置資訊科技相關的智慧教育中心為特色，仍屬一般國民小學，教師不一定需要具程式設計能力，而原本應有的教學、課程也不會影響。

## 校園與校舍
越港國小的學區，包括臺灣雲林縣土庫鎮越港里、溪邊里及虎尾鎮延平里4至7鄰。
越港國小除了本身的校舍之外，也設有雲林縣的輔導諮商中心、特教資源中心及土庫教師研習中心。

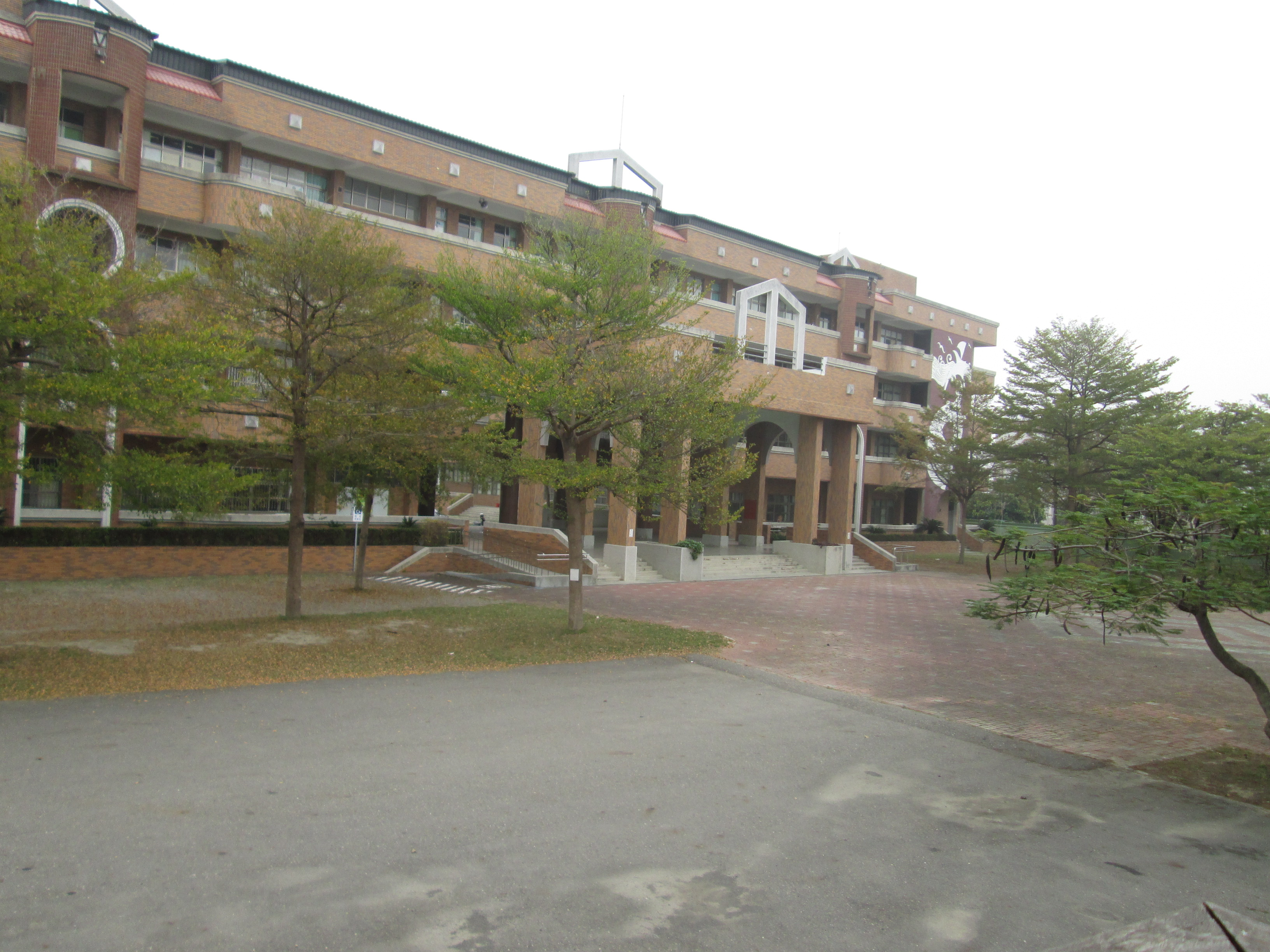
越港國小一景
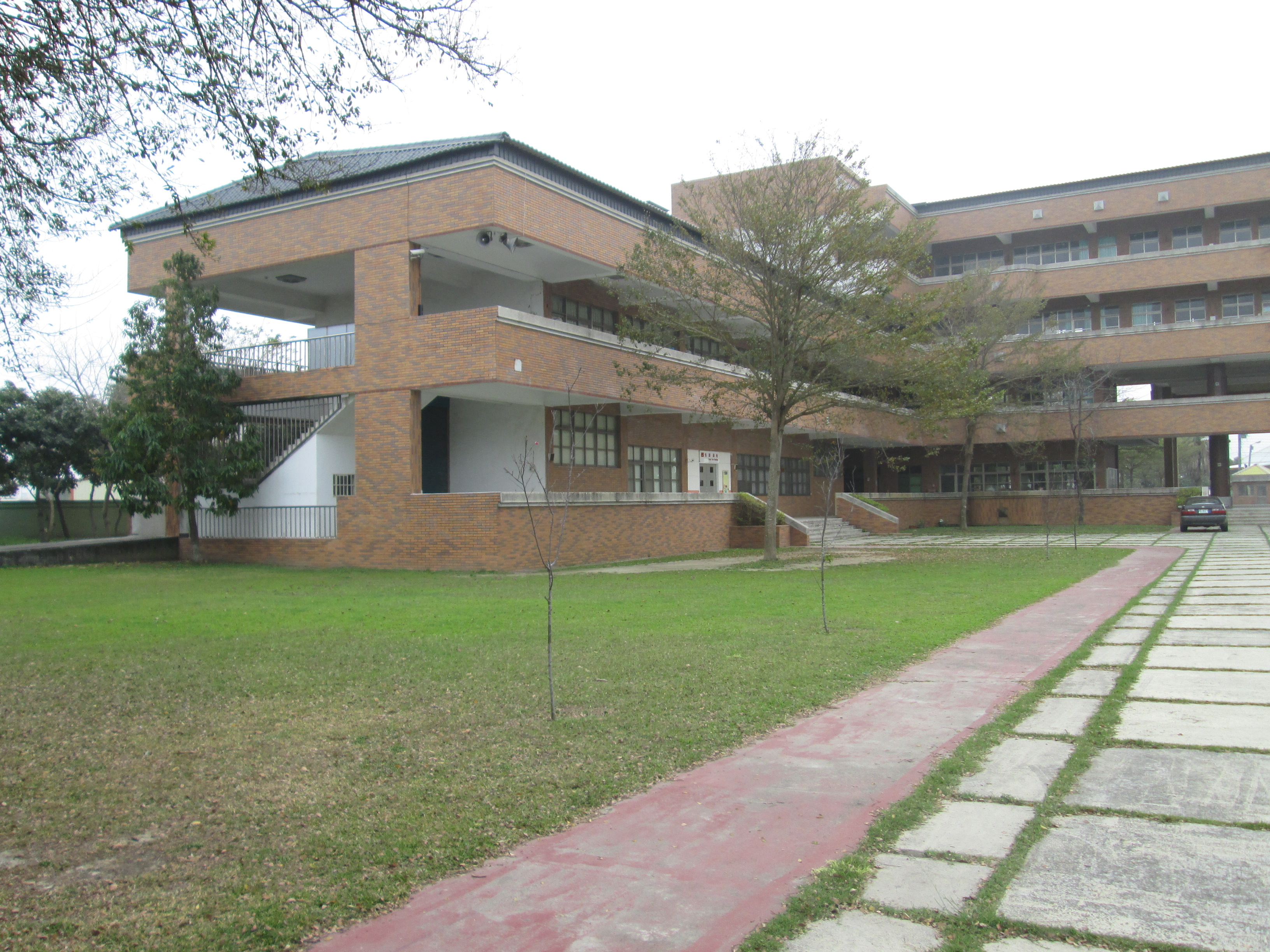
越港國小一景

### 智慧教育中心
獨立設校後，預計設置智慧教育中心，為雲林縣國中小首間，做為該縣推展國中小資訊科技教育，以銜接高中資訊科技課程之用，讓全縣的中小學生都可以到該校參訪學習。智慧教育中心規劃人工智慧（AI）、物聯網、大數據的情境教室及智慧生活館、智慧農業館，並採購平板電腦、AI機器人，在2022年啟用。